# Plektin
Plektin (engl. Plectin, kurz PCN oder PLTN), auch Plectin-1 oder Hemidesmosomal protein 1 (HD1), ist ein bei Eukaryoten vorkommendes Protein. Es lässt sich im Zytoplasma nahezu aller eukaryotischen Zellen nachweisen, in großen Mengen jedoch vor allem in Muskel- und  Herzmuskelzellen, Hautzellen, Nervenzellen sowie in Zellen der Plazenta. Plektin ist ein 500 kDa großes Protein, das zur Proteinfamilie der Plakine gehört. Beim Menschen wird es kodiert vom Plectin-Gen (PLEC, PLEC1) und ist auf dem langen Arm von Chromosom 8 (8q24.3) lokalisiert. 

## Funktion und Aufbau
Das Protein Plektin hat vielfältige Funktionen. Es dient vor allem der Quervernetzung von Intermediärfilamenten, aber auch von Actinfilamenten und von Mikrotubuli und besitzt Bindungsstellen für verschiedene Transmembranproteine, die unter anderem Bestandteil von Zell-Zell-Verbindungen sind. Dazu gehören fokale Adhäsionen, Desmosomen und Hemidesmosomen sowie in Skelettmuskelzellen Costamere und Z-Scheiben sowie in Herzmuskelzellen Glanzstreifen. Es ist damit ein wichtiger Bestandteil des Zytoskeletts und beeinflusst dessen Stabilität und Dynamik. 
Es besitzt eine Multidomänen-Struktur, die verantwortlich ist für die vielen Bindungsmöglichkeiten anderer Proteine. Neben den Proteinen des Zytoskeletts, sind dies auch Proteine der Kernhülle und verschiedene Proteinkinasen. 

## Medizinische Bedeutung
Mutationen im PLEC-Gen können zu verschiedenen Phänotypen der Epidermolysis bullosa simplex (Epidermolysis bullosa simplex mit Muskeldystrophie, Epidermolysis bullosa simplex mit Pylorusatresie und Epidermolysis bullosa simplex Typ Ogna) sowie zur Gliedergürteldystrophie 2Q (LGMD2Q) führen.